# باشگاه فوتبال داندی
باشگاه فوتبال داندی 
(به گیلیک اسکاتلندی: Dundee F.C.) یک باشگاه فوتبال در شهر داندی، اسکاتلند است.
این باشگاه در سال ۱۸۹۳ میلادی تأسیس شده است و سابقه یک قهرمانی در دسته برتر فوتبال اسکاتلند و یک قهرمانی در جام حذفی فوتبال اسکاتلند دارد.

## افتخارات
- دسته برتر فوتبال اسکاتلند:
  - قهرمان (۱): ۱۹۶۱–۶۲
  - نایب قهرمان (۴): ۱۹۰۲–۰۳، ۱۹۰۶–۰۷، ۱۹۰۸–۰۹، ۱۹۴۸–۴۹
- لیگ دسته اول فوتبال اسکاتلند:
  - قهرمان (۴): ۱۹۴۶–۴۷، ۱۹۷۸–۷۹، ۱۹۹۱–۹۲، ۱۹۹۷–۹۸
  - نایب قهرمان (۴): ۱۹۸۰–۸۱، ۲۰۰۷–۰۸، ۲۰۰۹–۱۰، ۲۰۱۱–۱۲
- جام حذفی فوتبال اسکاتلند:
  - قهرمان (۱): ۱۹۰۹–۱۰
  - نایب قهرمان (۴): ۱۹۲۴–۲۵، ۱۹۵۱–۵۲، ۱۹۶۳–۶۴، ۲۰۰۲–۰۳
- لیگ کاپ اسکاتلند:
  - قهرمان (۳): ۱۹۵۱–۵۲، ۱۹۵۲–۵۳، ۱۹۷۳–۷۴
  - نایب قهرمان (۳): ۱۹۶۷–۶۸، ۱۹۸۰–۸۱، ۱۹۹۵–۹۶